# Jaroslaw Tarnowezkyj
Jaroslaw Wassyljowytsch Tarnowezkyj (ukrainisch Ярослав Васильович Тарновецький; * 9. September 1990) ist ein ukrainischer Billardspieler aus Czernowitz, der in der Billardvariante Russisches Billard antritt. Er wurde zweimal Weltmeister – 2012 in der Disziplin Dynamische Pyramide und 2013 in der Kombinierten Pyramide – und gewann zweimal den Kremlin Cup (2009, 2011).

## Karriere
Ab 2005 nahm Tarnowezkyj am Europacup teil. Nachdem er gleich bei seinem ersten Turnier das Achtelfinale erreicht hatte, gelangte er 2006 erstmals ins Viertelfinale. Im März 2007 bildete er gemeinsam mit Aljona Afanassjewa und Jaroslaw Wynokur die ukrainische Mannschaft bei der Team-WM und gewann die Bronzemedaille. Wenig später zog er bei der Junioreneuropameisterschaft ins Finale ein, in dem er dem Russen Artjom Sotow mit 6:7 unterlag. Im April nahm er als 16-Jähriger zum ersten Mal an einer Einzelweltmeisterschaft teil. Bei der Kombinierte-Pyramide-WM in Almaty erreichte er das Achtelfinale und verlor mit 2:4 gegen Daniil Boguschewski. In den Monaten Mai bis Oktober erreichte er bei drei Turnieren das Finale und verlor allesamt. Beim Turnier des Grand Prix der Städte Eurasiens in Moskau unterlag er dem Armenier Arman Baklatschjan (0:1), beim ukrainischen Unabhängigkeitspokal in Odessa dem amtierenden Weltmeister Oleksandr Palamar (2:6) und beim Grand Prix der Städte Eurasiens in Minsk dem Kirgisen Kanybek Sagynbajew (5:6). Bei der Dynamische-Pyramide-WM 2007 erreichte er die Runde der letzten 32, in der er gegen Alexander Tschepikow mit 6:7 ausschied. Im Dezember 2007 gewann er das Finalturnier des Europacups, bei dem er im Endspiel gegen Artem Moisejenko einen 2:6-Rückstand zu einem 7:6-Sieg wendete.
Anfang 2008 schied Tarnowezkyj bei der Kombinierte-Pyramide-WM im Sechzehntelfinale gegen Vidjai Drangoi (3:4) aus und bei der Junioren-EM im Achtelfinale gegen den späteren Sieger Sergei Pletnew (0:5). Wenig später gewann er bei der Team-WM erneut Bronze, diesmal gemeinsam mit Artur Piwtschenko und Schanna Schmattschenko. Seine erste Teilnahme an der Europameisterschaft in der Erwachsenenklasse endete mit einem Sieg und zwei Niederlagen nach der Vorrunde.
In das Jahr 2009 startete Tarnowezkyj mit einem dritten Platz beim Europacupturnier in Chmelnyzkyj. Im Oktober 2009 erzielte er seinen bis dahin größten Erfolg, als er durch einen 4:2-Finalsieg gegen Dmitri Bajew den Kremlin Cup gewann. Wenige Tage später zog er auch bei der Europameisterschaft ins Endspiel ein, nun musste er sich jedoch Oleksandr Palamar mit 2:7 geschlagen geben. Im November 2009 gelangte er bei seiner ersten Teilnahme an der Weltmeisterschaft in der Freien Pyramide ins Achtelfinale, in dem er mit 4:6 gegen Aleh Retschyz verlor. Beim Europacupfinale schied er im Viertelfinale gegen Wladimir Wainzwaig aus (4:6).
Nachdem Tarnowezkyj bei der ukrainischen Meisterschaft 2010 Dritter geworden war, sicherte er sich bei der Weltmeisterschaft in der Kombinierten Pyramide seine erste WM-Medaille, als er ins Halbfinale einzog, in dem er gegen Kanybek Sagynbajew nach einem 1:4-Rückstand zwar noch ausgleichen konnte, schließlich aber mit 4:6 unterlag. Im Mai 2010 gewann er im Europacup eine Bronzemedaille, als er bei dem Turnier in Moskau im Semifinale gegen den späteren Turniersieger Vidjai Drangoi verlor (2:6). Beim Kremlin Cup 2010 erreichte er das Viertelfinale, in dem der Titelverteidiger jedoch gegen Pawel Mechowow ausschied (4:5). Wenig später unterlag er bei der Freie-Pyramide-WM in Willingen in der Runde der letzten 32 dem Russen Nikita Liwada (1:6). Ende des Jahres erreichte er bei der Europameisterschaft und beim Finalturnier des Europacups das Achtelfinale und gewann das Finalturnier der Kiewer Turnierserie Buffalo.
Zu Beginn des Jahres 2011 zog Tarnowezkyj bei der ukrainischen Meisterschaft der Kombinierten Pyramide erstmals ins Endspiel ein, verlor jedoch mit 5:6 gegen Artem Matwijtschuk. Wenig später gewann er im Finale gegen Oleksandr Palamar (8:4) das Einladungsturnier Die glorreichen Acht in Sankt Petersburg. Bei der Kombinierte-Pyramide-WM gewann er 2011 zum zweiten Mal in Folge die Bronzemedaille, diesmal musste er sich im Halbfinale knapp dem früheren Weltmeister Oleksandr Palamar geschlagen geben (4:5). Im April gelangte er beim Weltcupturnier im moldawischen Chișinău erstmals ins Finale, in dem er jedoch gegen seinen Landsmann Artem Moisejenko verlor (2:6). Nachdem er bei der Europameisterschaft das Achtelfinale erreicht hatte, wurde er im August 2011 erstmals ukrainischer Meister in der Dynamischen Pyramide, im Endspiel hatte er sich mit 6:1 gegen Serhij Petrasch durchgesetzt. Wenige Tage später gelangte er auch beim ukrainischen Unabhängigkeitspokal ins Finale, diesmal verlor er mit 3:7 gegen Artur Piwtschenko. Im September war er beim Imperija-Pokal in Ussurijsk als Fünftplatzierter der beste ukrainische Teilnehmer. Kurz darauf gewann er in Kiew im Finale gegen Dmytro Biloserow (7:3) den Leader Open Cup. In der darauf folgenden Woche sicherte er sich bei der Freie-Pyramide-WM auch bei seiner zweiten WM-Teilnahme des Jahres die Bronzemedaille. Nachdem er unter anderem den früheren Weltmeister Juri Paschtschinski und Älibek Omarow besiegt hatte, musste er sich im Halbfinale dem späteren Weltmeister Jaroslaw Wynokur mit 4:6 geschlagen geben. Im Dezember 2011 gewann er zum zweiten Mal den Kremlin Cup und wurde damit zum bis dahin erfolgreichsten Spieler des Turniers. Wie bei seinem ersten Sieg 2009 setzte er sich im Finale gegen Dmitri Bajew durch, diesmal mit 4:3. Wenig später zog er in Astana beim kasachischen Unabhängigkeitspokal ins Endspiel ein und unterlag dem dreimaligen Weltmeister Kanybek Sagyndykow (5:7).
Beim Weltcupauftakt 2012 gewann Tarnowezkyj seine zweite Weltcupmedaille. Bei dem Turnier in Rostow am Don unterlag er im Halbfinale nur knapp dem späteren Sieger Juri Paschtschinski (5:6). Kurz darauf wurde er im Finale gegen Dmytro Burlatschenko (6:1) erstmals ukrainischer Meister in der Kombinierten Pyramide. Bei der WM in dieser Disziplin schied er nach dritten Plätzen in den beiden Vorjahren nun bereits im Viertelfinale gegen Kanat Sydykow (2:5) aus. Im April erreichte er das Halbfinale des Sporthall Cups und das Achtelfinale des Robitex Cups. Einen Monat später gelangte er beim Moskauer Bürgermeisterpokal ins Finale, in dem er mit 4:7 gegen Gleb Waschtschenkow verlor. Bei der EM 2012 gewann er die Bronzemedaille, nachdem er im Halbfinale gegen Sergei Goryslawez (2:6) ausgeschieden war. Wenig später zog er bei der Asienmeisterschaft ins Finale ein, in dem er sich dem Kasachen Älichan Qaranejew mit 2:7 geschlagen geben musste. Nachdem er beim Imperija-Pokal das Halbfinale erreicht hatte, schied er bei der Freie-Pyramide-WM 2012 in der Runde der letzten 64 gegen Vidjai Drangoi (5:6) aus und beim Kremlin Cup in der gleichen Runde gegen Gleb Waschtschenkow (1:5). Im November 2012 wurde er bei der Dynamische-Pyramide-WM in Chanty-Mansijsk zum ersten Mal Weltmeister. Nachdem er unter anderem Artur Piwtschenko, Sergei Tusow und Jauhen Saltouski besiegt hatte, setzte er sich im Endspiel gegen Pawel Mechowow knapp mit 6:5 durch und gewann damit als insgesamt dritter Ukrainer einen Weltmeistertitel im Russischen Billard. Wenig später schied er beim Savvidi Cup im Achtelfinale aus.
Fünf Monate nach seinem ersten WM-Titel wurde Tarnowezkyj im Februar 2013 in Kemerowo zum zweiten Mal Weltmeister. Er gewann bei der Kombinierte-Pyramide-WM unter anderem gegen Kacper Filipiak, Alexander Banny und Oleksandr Palamar, den bis dahin einzigen ukrainischen WM-Sieger in dieser Disziplin, bevor er im Finale den Lokalmatador Wiktor Loktew mit 6:3 besiegte. Nach Kanybek Sagynbajew war er der zweite Spieler, der in zwei Disziplinen des Russischen Billards einen WM-Titel gewonnen hat. In den folgenden Wochen belegte er beim Wjatscheslaw-Schmigelsko-Pokal, beim Savvidi Cup und bei den Prince Open den dritten Platz. Bei der Weltmeisterschaft in der Dynamischen Pyramide schied er im Achtelfinale gegen Älichan Qaranejew aus (4:6). Wenige Tage später gewann er den ebenfalls in Almaty ausgetragenen Bastau Cup im Finale gegen Oleksandr Palamar (7:5). Im September 2013 musste er bei der Freie-Pyramide-WM nach einer 3:7-Auftaktniederlage gegen den späteren Weltmeister Nikita Liwada bei seiner vierzehnten WM-Teilnahme zum ersten Mal ein Erstrundenaus hinnehmen. Nach dem frühen Ausscheiden bei der WM zog er innerhalb von zwei Wochen bei zwei Turnieren ins Finale ein und traf dort jeweils auf Aleksandr Sidorov. Musste er sich beim Imperija-Pokal dem Usbeken noch mit 3:5 geschlagen geben, gelang ihm beim Bürgermeisterpokal in Wladiwostok mit einem 5:2-Sieg die Revanche. Beim Kremlin Cup 2013 folgte hingegen mit einer knappen 3:4-Niederlage gegen den späteren Turniersieger Wladislaw Osminin in der Runde der letzten 64 erneut ein frühes Aus. Im Dezember 2013 erreichte er bei den Prince Open das Finale, in dem er seinem Landsmann Artur Piwtschenko mit 4:7 unterlag, und bei den St. Petersburg Open das Achtelfinale.
Anfang 2014 erreichte Tarnowezkyj das Finale des Kirow-Millionenturniers, das er mit 2:6 gegen Oleksandr Palamar verlor, und gewann durch einen 4:0-Finalsieg gegen Jewhen Nowossad die Arena Open in Schytomyr. Im Juli 2014 gewann er in Minsk seine dritte EM-Medaille, als er im Halbfinale dem Weißrussen Jauhen Kurta knapp mit 5:6 unterlag. Einen Monat später kam er bei der Kombinierte-Pyramide-WM zum vierten Mal innerhalb von vier Jahren ins Halbfinale, in dem sich der Titelverteidiger Tarnowezkyj trotz einer zwischenzeitlichen 4:1-Führung dem Russen Nikita Liwada mit 5:6 geschlagen geben musste. Bei der Dynamische-Pyramide-WM schied er im Achtelfinale gegen Jauhen Kurta aus (4:6) und bei der Freie-Pyramide-WM 2014 in der Runde der letzten 32 gegen Sergei Goryslawez (1:6). Ende des Jahres erreichte er das Viertelfinale bei den Prince Open sowie das Achtelfinale beim Savvidi Cup und schied jeweils gegen den späteren Turniersieger aus, Artur Piwtschenko (4:6) beziehungsweise Gleb Waschtschenkow (4:5).
Im Januar 2015 gewann Tarnowezkyj die Bronzemedaille bei der ukrainischen Meisterschaft in der Kombinierten Pyramide. Wenig später schied er bei der Kombinierte-Pyramide-WM mit einem Sieg und zwei Niederlagen erstmals in der Vorrunde aus. Anfang April 2015 wurde er beim Superfinale der Weltmeisterschaften, einem Einladungsturnier für die elf besten Spieler der Weltmeisterschaften im Vorjahr, Fünfter. Wenige Tage später erreichte er bei den Prince Open die Runde der letzten 32 und traf dort auf Dmitri Orlow. Wegen unsportlichen Verhaltens gegenüber dem Schiedsrichter im Spiel gegen den Russen am 17. April 2015 wurde Tarnowezkyj disqualifiziert. Sechs Tage später sperrte die Disziplinarkommission des Weltverbands ihn bis zum Jahresende für alle offiziellen Turniere, wodurch er unter anderem zwei Weltmeisterschaften verpasste, und verhängte eine Geldstrafe in Höhe von 500 US-Dollar. Des Weiteren wurde eine Sperre von zwei Jahren auf Bewährung ausgesprochen. Bei seinem ersten Turnier nach dem Vorfall, dem Imperija-Pokal im September 2015, erreichte Tarnowezkyj den vierten Rang.
Nach dem Ende der Sperre erreichte Tarnowezkyj bei der Kombinierte-Pyramide-WM im März 2016 das Achtelfinale und schied gegen Älibek Omarow (3:6) aus. Zwei Monate später wurde er nach einer 3:6-Finalniederlage gegen Jurij Smyrnow ukrainischer Vizemeister in der Dynamischen Pyramide. Im September 2016 erreichte er beim Savvidi Cup zum zweiten Mal nach 2013 das Halbfinale und unterlag dem späteren Turniersieger Dastan Lepschakow (1:5). Nach dem fünften Platz beim Imperija-Pokal 2016 erreichte er bei der Weltmeisterschaft in der Dynamischen Pyramide, bei der er unter anderem gegen Titelverteidiger Dastan Lepschakow gewonnen hatte, das Achtelfinale, in dem er dem Kirgisen Kanybek Sagynbajew mit 4:7 unterlag. Im November erreichte er das Viertelfinale beim Kremlin Cup und gewann mit einem 9:6-Finalsieg gegen Mark Pleschko die Lviv Open. Bei der Freie-Pyramide-WM 2016 zog er ins Viertelfinale ein, in dem er sich dem späteren Weltmeister Älichan Qaranejew nur knapp mit 6:7 geschlagen geben musste.
Im März 2017 erreichte Tarnowezkyj das Halbfinale der Elite Profi Open in Winnyzja und unterlag dem späteren Turniersieger Artur Piwtschenko (4:5). Wenig später erreichte er bei der Kombinierte-Pyramide-WM durch einen 6:5-Sieg gegen Titelverteidiger Aleksandr Sidorov das Achtelfinale, in dem er mit 2:6 gegen Dmytro Biloserow verlor. Beim Savvidi Cup 2017 schied nach seinem dritten Platz im Vorjahr bereits in der Runde der letzten 64 gegen Ruslan Akbulatow aus (3:5).
In den beiden folgenden Jahren spielte Tarnowezkyj nur wenige internationale Turniere und musste dort jeweils frühe Niederlagen hinnehmen. 2018 schied er beim Savvidi Cup und bei der Freie-Pyramide-WM in der Runde der letzten 64 aus. Beim Savvidi Cup 2019 verpasste er knapp den Einzug ins Sechzehntelfinale. Auf nationaler Ebene war in diesen beiden Jahren das Erreichen des Achtelfinales bei der ukrainischen Freie-Pyramide-Meisterschaft im Oktober 2019 sein bestes Ergebnis.

## Erfolge
- Europacupfinalsieger: 2007
- Kremlin Cup: 2009, 2011
- Buffalo-Finalturnier: 2010
- Die glorreichen Acht: 2011
- Ukrainischer Meister (Dynamische Pyramide): 2011
- Leader Open Cup: 2011
- Ukrainischer Meister (Kombinierte Pyramide): 2012
- Dynamische-Pyramide-Weltmeister: 2012
- Kombinierte-Pyramide-Weltmeister: 2013
- Bastau Cup: 2013
- Bürgermeisterpokal Wladiwostok: 2013
- Arena Open: 2014
- Lviv Open: 2016

## Teilnahmen an Weltmeisterschaften
| Disziplin            | 2007 | 2008              | 2009              | 2010              | 2011              | 2012 | 2013 | 2014 | 2015 | 2016 | 2017  | 2018  | 2019  | 2020  |
| -------------------- | ---- | ----------------- | ----------------- | ----------------- | ----------------- | ---- | ---- | ---- | ---- | ---- | ----- | ----- | ----- | ----- |
| Freie Pyramide       | –    | –                 | A                 | L32               | H                 | L64  | R    | L32  | –    | V    | n. a. | L64   | –     | n. a. |
| Dynamische Pyramide  | L32  | nicht ausgetragen | nicht ausgetragen | nicht ausgetragen | nicht ausgetragen | S    | A    | A    | –    | A    | n. a. | –     | n. a. | n. a. |
| Kombinierte Pyramide | A    | L32               | –                 | H                 | H                 | V    | S    | H    | R    | A    | A     | n. a. | –     | n. a. |
| Quelle:              |      |                   |                   |                   |                   |      |      |      |      |      |       |       |       |       |

| Legende | Legende                               |
| ------- | ------------------------------------- |
| S       | Sieger                                |
| F       | Finalist                              |
| HF / H  | Halbfinalist                          |
| VF / V  | Viertelfinalist                       |
| AF / A  | Achtelfinalist                        |
| LX      | Niederlage in der Runde der letzten X |
| R2      | Niederlage in Runde 2                 |
| R       | Vorrundenaus/Niederlage in Runde 1    |
| –       | nicht teilgenommen                    |
| n. a.   | nicht ausgetragen                     |

## Sonstiges
Im November 2008 stellte Tarnowezkyj einen Weltrekord auf, als er innerhalb von 48 Minuten mit 5:1 gegen seinen Landsmann Artur Piwtschenko gewann, und damit das bis dahin schnellste Best-of-9-Match bei einem offiziellen Turnier im Russischen Billard spielte. Er unterbot den vorherigen Rekord von Jewgeni Stalew um sechs Minuten.